# Jardin historique
La Charte de Florence propose une définition des jardins historiques : « Une composition architecturale et végétale qui, du point de vue de l’histoire ou de l’art, présente un intérêt public. » Cette définition est utile car la confusion est fréquente entre jardin ancien, jardin à l'ancienne et jardin historique.

## Présentation
Les questions sont multiples.
Qu’est ce qui constitue la valeur patrimoniale d’un jardin ? Quelle est sa valeur d’usage ? De quoi témoigne-t-il ? Comment en évaluer l’historicité ?
Et avant tout, ces jardins historiques doivent continuer de fournir l'atmosphère qui leur est propre à chacun à ceux qui les parcourent.
La conservation et la restauration des jardins et paysages historiques, dans les pays occidentaux, sont l’objet de préoccupation récente de la part du public et des responsables politiques. Il s’agit d’un patrimoine encore mal identifié dans le triple registre culturel, technique et juridique, dont les créations font partie autant du domaine architectural que du domaine paysager. Les jardins et les paysages sont des objets de culture incontestables, mais contrairement à la conception habituelle d’un patrimoine immuable, ils mettent en œuvre des matériaux vivants, des processus naturels, et possèdent une dimension éphémère irréductible. Penser et organiser leur continuité est une approche inédite pour laquelle il n’existe pas d’expérience accumulée, ni de savoir constitué. La demande de restauration en matière de jardins invite à réfléchir sur la permanence des structures significatives de l’espace, à comprendre les processus évolutifs et cumulatifs qui en produisent les formes, à explorer les ruptures et les continuités que l’histoire impose à l’espace habité.
Placée sous le signe de la « sagesse de la nature » l’Exposition universelle d’Aïchi 2005, au Japon, a donné conscience à ses visiteurs de la nécessité de protéger quotidiennement l’environnement.

## Les doctrines de conservation, de restauration et de restitution
Quand on se propose de reconstituer un jardin disparu, on ne pourra pas le faire reconnaitre jardin historique. La Charte de Florence, dans son article 17 est très claire sur ce point : « Lorsqu’un jardin a totalement disparu ou qu’on ne possède que des éléments conjecturaux de ses états successifs, on ne saurait alors entreprendre une restitution relevant de la notion de jardin historique. L’ouvrage qui s’inspirerait dans ce cas de formes traditionnelles sur l’emplacement d’un ancien jardin ou là où aucun jardin n’aurait préalablement existé, relèverait alors des notions d’évocation ou de création, excluant toute qualification de jardin historique. »
Acte « contre nature » de conservation d’une œuvre appelée à évoluer, l’exercice de restauration est particulièrement complexe pour le jardin constitué de matériaux vivants. Les principes de restauration de ce patrimoine spécifique suscitent aujourd’hui un débat de fond, et les réalisations revêtent des formes multiples ; en suggérant de ne privilégier aucune époque pour la restauration d’un jardin, comme le soulignait Jean-Jacques Aillagon, alors ministre de la Culture et de la communication en avril 2003 :
« La Charte de Florence ouvre aujourd’hui la voie à de nombreuses formes d’interventions qui peuvent le plus souvent se compléter : restitution, réhabilitation ou création :

Restitution d’un état disparu : ce parti est choisi lorsque l’on possède de nombreuses sources documentaires et que l’on souhaite privilégier une période de référence forte. C’est l’état Grand Siècle qui est actuellement retenu pour le parc de Versailles où la restauration du bosquet des Trois Fontaines de Le Nôtre fait suite à celle de l’Encelade ; et l’état XVIIIe siècle pour la restauration du jardin de l’hôtel de Sambuchy à Millau.
Réhabilitation d’éléments existants : le principe est de conserver les éléments encore lisibles qui témoignent de l’évolution du jardin, dans un processus de restauration plus souple. Ce choix est aujourd’hui fait pour le domaine national de Compiègne où sont préservés à la fois des éléments XVIIIe siècle et des éléments Premier Empire, ou pour le jardin du château de Flaugergues à Montpellier qui conserve un état régulier du XVIIIe siècle et un état paysager du XIXe siècle.

Création : le parti ici retenu est d’évoquer un dessin, un esprit, par le biais de la création. »
— Jean-Jacques Aillagon, ministre français de la Culture et de la communication.

## Le suivi
L’article 24 de la Charte de Florence insiste sur la qualification des personnes qui assurent le suivi des jardins historiques : « Il convient donc qu’une pédagogie appropriée assure la formation de ces personnes, qu’il s’agisse des historiens, des architectes, des paysagistes, des jardiniers, des botanistes », sans oublier les maîtres d’ouvrage que sont les élus locaux pour qui un accompagnement culturel et technique s’avère indispensable.
Les restaurations ne doivent être entreprises que dans le cas de sinistre ou bien de gestion et d’entretien mal conduits, lorsque les vestiges et la documentation sont suffisants. Les conditions environnementales d’existence du jardin doivent correspondre encore à celles de son époque de création.

## Situation dans certains pays

### En France

#### Le classement
En France, un jardin est classé monument historique lorsqu’il est considéré important de le conserver dans le patrimoine national pour les souvenirs qui s’y rattachent ou pour sa valeur artistique…
2 160 parcs et jardins étaient protégés au titre des monuments historiques lors du déroulement des journées européennes 2008 du patrimoine.
Mais c'est un monument historique vivant, formé de plantes, d'arbustes et d'arbres qui grandissent, épaississent, dépérissent, disparaissent. Il peut avoir été laissé à l'abandon par son propriétaire, une tempête peut l'avoir ravagé. Il est nécessaire d’évaluer à intervalles réguliers si ce jardin présente encore, ou peut présenter après restauration, les qualités qui ont été à l’origine de son classement.

#### Le label «parcs et jardins remarquables»
Le ministère chargé de la culture a créé un label pour les « parcs et jardins remarquables ». Celui-ci concerne non seulement ceux qui sont déjà protégés au titre des monuments historiques mais aussi ceux qui, sans bénéficier de cette protection, présentent un intérêt particulier du point de vue historique, architectural ou botanique, et se recommandent par la qualité de leur entretien.
Selon la direction de l'architecture et du patrimoine, fin 2007, 315 parcs et jardins étaient labellisés « Jardin remarquable », et 60 jardins participaient à l’opération « Adoptez un jardin ».

#### Le suivi
Il peut être assuré par les Directions régionales des Affaires culturelles et les Services territoriaux de l'architecture et du patrimoine.

### En Espagne
Depuis la promulgation de la loi 16/1985 du 25 juin 1985, les jardins historiques peuvent faire l'objet en Espagne d'un classement au titre de biens d'intérêt culturel.

### Sources et bibliographie
- ICOMOS-IFLA, « Jardins historiques - La charte de Florence », sur www.culture.gouv.fr (consulté le 25 septembre 2013) [PDF]